# 大阪蛇道 Snake of Violence
『大阪蛇道 Snake of Violence』（おおさかじゃどうすねいくおぶばいおれんす）は、2015年7月18日に公開された日本映画。監督は石原貴洋、主演は坂口拓と仁科貴。友情で結ばれていたふたりの少年、アツシとケンジ。突然の別れから25年後、彼らはヤクザになっていた。ケンジは大きな組の幹部、アツシは小さな組の見習い。東京ヤクザとの抗争を制したケンジが、その勢いでアツシの組を乗っ取りに来る。

## あらすじ
大阪、下町。ケンジは火事で両親を亡くした孤児である。顔の左半分にヤケドのあとがあり、後遺症のため言葉をしゃべれない。毎日孤児院の院長から虐待される。ケンジをよく知る近所のアツシ、カナコがいつも遊びに誘ってくれる。ある日院長はヤクザにケンジを80万円で売り飛ばす。
25年後。アツシとカナコは結婚し、娘が3人いる。アツシの優しい性格はヤクザに向いているとは言えないが、大谷組の見習いとして組事務所の雑用をしている。いっぽう、ケンジは腕が立つ無敵のヤクザで関西福本連合会の若頭である。舎弟のサトシがしゃべれないケンジをサポートした。
ある日ケンジは北新地の高級クラブに出向き「関東から来てシマを荒らしている男」を殺す。実は東京ヤクザ総長のボンクラ息子であった。東京から総長、愛人、幹部、組員たちが大阪に乗り込んできた。関西福本連合会が2億円で手打ちにしてほしいと申し出たところ、東京ヤクザ側は2億4千万円なら、と応じてきた。
ケンジには考えがあった。彼は地元の悪徳政治家4人、変態政治家2人および彼らを仕切っている山守市長（元孤児院々長）の弱みを握っていた。彼らを脅迫し、金を出させて殺し、2億4千万円を調達した。いったんは東京ヤクザにその金を渡したが、宴席を設けて酒に酔わせ、殺し、金をとりかえした。
その頃テイ・レオン通称「低温」と呼ばれる男がマンションの住人をつぎつぎに殺していた。その中には大谷組の覚醒剤の売人も含まれていたため、組長は「低温」を始末するように組員に指示した。しかし逆に組事務所に乗り込まれて皆殺しにされ、アツシひとりが生き残った。
大谷組の惨状を知ったケンジとサトシは乗っ取るチャンスとみて組事務所に向かう。事務所の前でケンジとアツシは久しぶりに再会する。ケンジは事務所の中に入り「低温」との激闘に勝つ。アツシは昔世話になったお礼としてケンジから200万円をもらい、カナコと娘たちが待つ家へ帰る。

## キャスト
- ケンジ - 坂口拓
- アツシ - 仁科貴
- カナコ - 田畑智子
- サトシ - 山中アラタ
- テイ・レオン 通称「低温」 - 木原勝利
- 山守市長（元孤児院々長） -  大宮将司

## スタッフ
- 脚本・編集・監督 - 石原貴洋
- プロデューサー - 林海象
- エグゼクティブプロデューサー - 外川康弘
- クリエイティブプロデューサー - 後藤克秀
- 音楽 - 今村左悶、野村知秋、カジサキモトキ（from ツキカゲトビダシナイフ）
- 撮影＆照明 -  藤本啓太、竹村潤、谷康生、福富里佳子、小島裕、松本優作
- 助監督 - 山口晃三郎
- 制作 - 伊賀裕一、真弓
- 録音 - 佐薙龍二

## 出品・上映
ゆうばり国際ファンタスティック映画祭×スカパーの第4回制作支援作品である。「ゆうばり国際ファンタスティック映画祭2013」でワールドプレミア上映された。2013年4月6日から、東京・ヒューマントラストシネマ渋谷にて開催された「坂口拓引退興行　男の花道　最後の愛」で上映された。第18回ハンブルグ日本映画祭2014招待作品。